# Dalmatiola curzolensis
Dalmatiola curzolensis es una especie de escarabajo. Es la única especie del género Dalmatiola, en la familia Leiodidae. Fue descrita por Ludwig Ganglbauer en 1902. Se encuentra en Croacia.